# Stormtropis colima
Espèce
Stormtropis colima est une espèce d'araignées mygalomorphes de la famille des Paratropididae.

## Distribution
Cette espèce est endémique du département de Cundinamarca en Colombie,. Elle se rencontre dans la cordillère Orientale à 1 377 m d'altitude vers Topaipí.

## Description

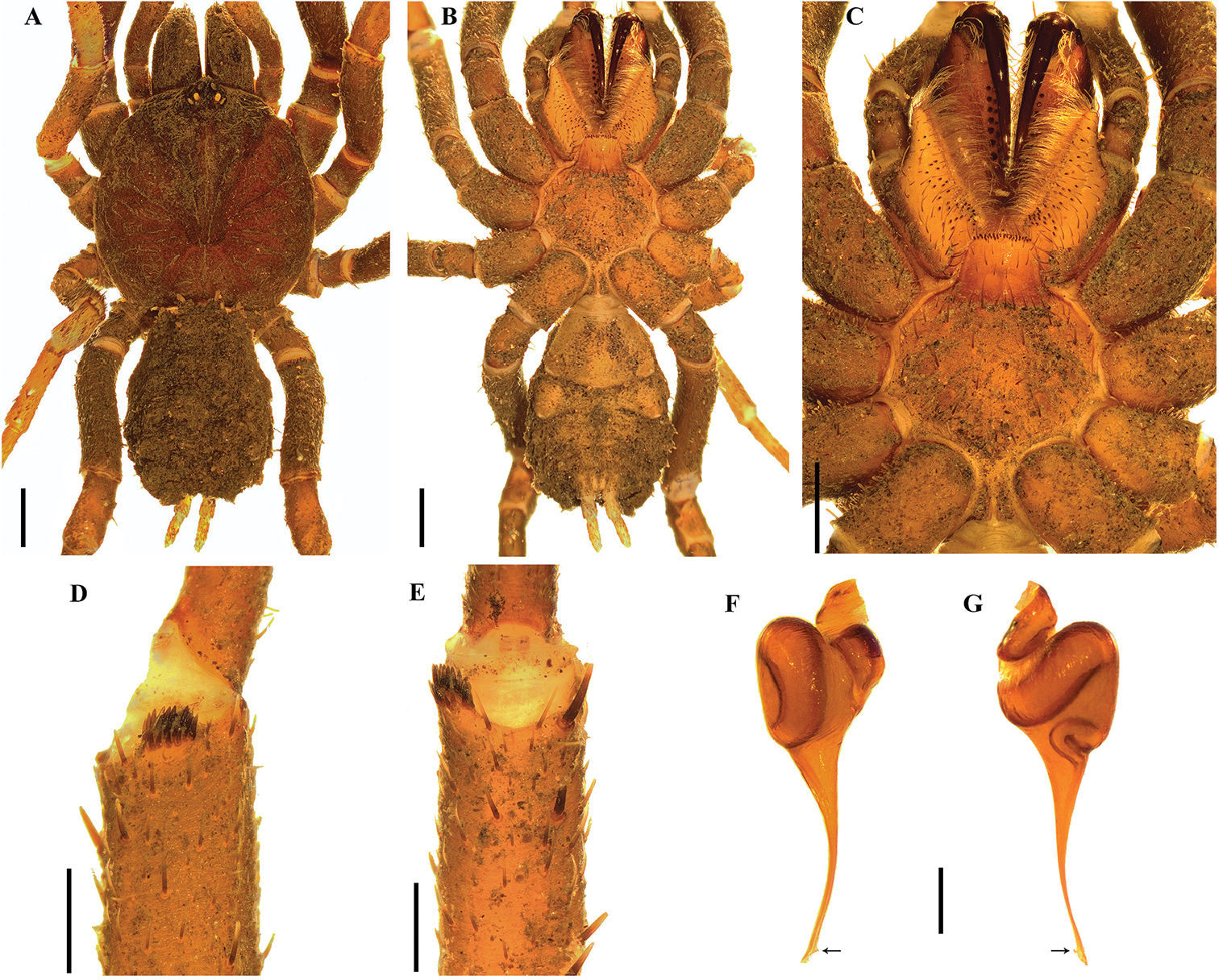
'Stormtropis colima ♂

Le mâle holotype mesure 8,4 mm.

## Systématique et taxinomie
Cette espèce a été décrite par Perafán, Galvis et Pérez-Miles en 2019.

## Étymologie
Cette espèce est nommée en l'honneur des Colimas. Le mot "colima" signifie également "guerrier" dans la langue Muisca. 
Les capacités de camouflage et la maladresse de ce genre d'araignée lui ont valu le nom de stormtropis, en référence aux stormtroopers de la saga Stars Wars.

## Publication originale
- Perafán, Galvis & Pérez-Miles, 2019 : « The first Paratropididae (Araneae, Mygalomorphae) from Colombia: new genus, species and records. » ZooKeys, vol. 830, p. 1-31 (texte intégral).